# Ambalpad, Bidar
Ambalpad là một làng thuộc tehsil Bidar, huyện Bidar, bang Karnataka, Ấn Độ.